# 夏の高校野球岩手大会実況中継
夏の高校野球岩手大会実況中継（なつのこうこうやきゅういわてたいかいじっきょうちゅうけい）は、毎年7月中旬から下旬開催の「全国高等学校野球選手権岩手大会（主催：朝日新聞、岩手県高野連）」を実況中継するテレビ及びラジオ番組である（IAT岩手朝日テレビとNHK盛岡放送局で放送）。いずれも主会場の岩手県営野球場で行われる試合を中継し、加えて他球場の結果・途中経過も随時（字幕・生中継映像・VTRを挿入する形で）放送する（雨天順延）。

## 岩手朝日テレビ
開局した翌年、1997年より実況中継を開始。毎年開会式・2回戦（2021年）から決勝戦までローカルセールス枠をフル活用して実況生中継している。ただしネットワークセールス番組（テープネット番組の代替放送枠）がある関係上、プロ野球中継とは異なり当日の最終試合終了まで放送時間を延長することはできない（準々決勝以降の中継は時間延長あり）。また花巻市総合運動公園野球場・八幡平市総合運動公園野球場・金ケ崎町森山総合運動公園野球場へも（IATのアナ或いは記者をはじめとする）中継・取材担当スタッフを派遣し、それら球場で行われる試合を予備カードとして実況中継する事もある。
2010年からは、他局のように中継車を用いた中継ではなく、岩手県営野球場内に部屋を借りてハイビジョン中継用機材を整えるハイビジョン制作方式へと移行。2014年より「5.1chサラウンドステレオ」による中継を開始している。2018年は局公式ホームページと「バーチャル高校野球内」で1回戦からの配信を行う。2019年は全試合のネット配信を行うが、県営球場以外はバックネット裏からの映像のみになる。
中継タイトルは、1997年から2008年までは「夏!瞬間（西暦年）」、2009年より「白球ライブ!（西暦年）」を使用している。2009年からは、岩手大会の開会式から決勝戦までの名場面を実況音源を交えたダイジェスト永久保存版（中継映像の中から特に印象的な場面を無作為に抽出・編集する形）としてDVDにまとめ、一般販売を開始した（毎年7月中旬より岩手県内の主要書店にて先行予約を受付・発売は毎年9月1日。）
他地区テレビ朝日系列局が視聴率低迷やスポンサー難などにより放送時間を縮小していく中、IATは「開会式・1回戦から決勝戦・閉会式まで全日程中継」を開局当初から2019年まで行っていた（他県の地方大会中継状況は「全国高等学校野球選手権大会#民放での中継」項を参照）。2021年の1回戦の一部試合は地上波で中継されないが、実況・解説付きで配信を行う。7月24日に行われる決勝戦は、東京オリンピックの中継をテレビ朝日系列で中継することから地上波での中継は無く配信のみとなった。
試合放送中は各校への応援メッセージをFAX及びEメールで受け付け、メッセージは実況アナが随時紹介する。
放送席は岩手県営野球場のバックネット裏観客席上段（3塁側寄り）に設けられ、同局ロゴが描かれた社旗が掲示される。
なお局公式サイト内では、試合の結果・途中経過速報配信を実施している（モバイル・スマートフォンに対応）。

### 番組テーマ曲
この番組のイメージソングは「tomorrow will be...」（歌：sonomi）で、1998年度の放送から、2008年度まで使われた。この曲はIATの高校野球岩手大会中継のためだけに作られたものであり、CD化はされていない。なお、大会期間中はIATの携帯電話サイトにおいて、この曲の着信メロディが期間限定配信されていた。
2015年は「Smile to blue sky（歌：川嶋あい）」がIAT高校野球中継テーマ曲に使用された。
番組テーマ曲は次の試合との間に（放送席の実況アナ・解説者が交替している間の繋ぎとして）フルコーラスで流れる事がある（試合ハイライトBGMとしても使用）。

### 解説者
中継開始当初は準決勝以降の中継より解説者が付く形だったが、2004年から現在は1回戦から決勝まで（岩手県営野球場で行われる）全ての試合中継で解説者が付いている（岩手県内の高校で野球部の主軸として活躍し、卒業後に母校又は岩手県内各高校の野球部監督・コーチや社会人野球チームの監督・コーチを長年にわたり務めてきた人を「IAT・IBC・NHKいずれか各局の高校野球解説者」に起用。なお予備カードとなる八幡平・花巻・森山3球場の試合中継は解説者なし）。
- 大川孝夫（2008年度から担当。2017年度を最後に降板。）
- 小野寺弘行（2005年度より担当、2019年度を最後に降板。）
- 今野一夫（2010年度より担当、大船渡高校野球部OB）
- 三鬼賢常（2012年度より担当、2019年度を最後に降板。花巻東高校初代女子野球前監督を経て現在は総監督。）
- 佐藤一（2017年度より担当、不来方高校、福岡高校元監督。）
- 後藤和彦(2018年度より担当、盛岡三高元監督。)
- 三田慶(2020年度の独自大会より担当、葛巻高校、盛岡一高野球部元監督。)

### 実況・リポート担当アナウンサー
開局して間もない頃は外部のフリーアナが実況・リポートを担当していたが、現在は全て自局アナが担当（以前は女性アナが実況した事もあったが、現在の実況は全て男性アナ。他球場試合リポートは女性アナの場合もある）。アナ在籍人数が少ないため、IATアナほぼ全員が夏の高校野球岩手大会中継と出場各校の事前取材に携わっている（実況アナと解説者は1試合ごとに交替）。なお、出場校応援席リポート担当アナが準決勝以降の中継より付く形となっている（応援席リポーターは女性アナが担当）。

#### 現在（2023年時点）
男性アナ
- 山田理(2001年の入社当時から担当、一旦アナウンス業務を離れたものの、2019年度の大会を担当後、アナウンス職に再配属される。現在は野球班及びアナウンス部長兼任。
- 岸英利（2015年入社。SAYさくらんぼテレビより移籍、同年から実況も担当）

女性アナ
- 坂本奈津美
- 畑山綾乃

#### 過去
- 高橋香有（IAT開局当時に在籍。現：フリー）
- 土岐聡子（IAT開局当時に在籍。現：フリー）
- 西村正行（IAT開局当時に在籍。現：長崎国際テレビアナを経てフリー）
- 登田真由子（現：ジョイスタッフ所属）
- 塚本京平
- 三橋泰介（TBCアナを経て現在フリー）
- 矢田雄二郎（現：ラジオ日本アナ）
- 山田美保（IAT開局当時に在籍。現：TVQ九州放送アナを経てフリー）
- 山田理（現：制作部ディレクター）
- 高井瑛子（大会本番前番組「純情応援歌」のMCも担当。現在、新潟テレビ21アナウンサー)
- 藤原規衣

### 関連番組
- 純情応援歌：岩手県内におけるその年の高校野球注目校を紹介（参加校全てではない。学校及び野球部紹介VTRは各校の生徒自身で制作・応募し、IAT側で審査・選考）。
- 白球ダイジェスト：今日一日の高校野球県大会試合結果をダイジェストで放送（月曜〜金曜は「スーパーJチャンネルいわて」に内含。土曜は「スーパーJチャンネル土曜版」内で17:50より、日曜は「報道ステーション SUNDAY」内で17:53よりそれぞれ放送。期間限定でIATサイトでの動画配信も実施）。
- 速報!甲子園への道（ABC朝日放送制作による全国大会各地区代表校PR番組。全国49代表校が全て出揃うまで放送）
  - 熱闘甲子園（ABC朝日放送制作による全国大会ハイライト。当日の試合が全て雨天中止順延となった場合は休止）

※岩手大会及び全国大会組合せ抽選会の模様も生中継されている（全国大会組合せ抽選生中継はABC朝日放送制作、但しローカルセールス扱いのためテレ朝系列局全てでは放送されない。抽選会生中継の次枠では生放送によるIAT自社制作特番「白球!ライブスペシャル」を編成）。

## IBC岩手放送
スタートした年は不明も、2013年まで中継を行っていた（1997年以降はラジオのみ）。かつては開会式から決勝戦までを完全生中継していたが、2007年から2013年までは準々決勝以降、2014年は決勝戦の模様をワイドステーション内で随時中継する形へと縮小した。
2015年以降はラジオの日中ワイド番組内で随時試合速報（岩手県営野球場からの生中継）を挿入する形に変更（日によって花巻球場からのリポートも入る場合あり。準決勝と決勝の生中継リポートは解説者付き）。当日の試合結果と翌日の試合予定は月～金が（「イブニングジャーナル」の後）18:20～18:30枠に単発特番「IBCラジオ高校野球ダイジェスト」を設けて（ゲツキンライブ1745を放送していた2020・2021年度は同番組を短縮し17:45～18:00枠で放送）、土日は夕方の「岩手日報IBCニュース（土曜17:55枠・日曜18:25枠）」でそれぞれまとめて放送。2019年頃まで大会期間中はIBC公式サイト内でも各球場の試合結果・途中経過を配信していた（モバイル・スマートフォンに対応）。
2021・2022年は日曜午前の一部試合に限り独立番組として10:00～12:00枠（決勝を除き原則として放送延長なし）で生中継していた。
2023年は7月22日（土曜日）に『すっぴん土曜日』第2部を休止し午前11時40分から決勝戦を生中継する予定だったが、雨天順延により決勝が平日の7月26日（水曜日）に延期されたため実現しなかった。

### 解説者
- 大畑秀康
- 松尾譲二

### 実況・リポート担当アナウンサー
完全生中継していた頃は、特に男性局アナを総動員し、大塚富夫アナや、鈴木修アナ（定年退職）、菊池幸見アナ等普段スポーツ中継を担当しないアナウンサー迄もが実況をこなしていた。例えば1988年は当時11名いた男性アナのうち、実況を担当しなかったのは、前田正二アナ（主にスタジオでニュース読みを担当）、河辺邦博アナ（夕方の帯でニュースエコーを担当）、伊東秀一（現：テレビ信州）アナ（新人だったため）の3名のみだった。
2008年からは、照井健アナと加藤久智アナの2名が交代で実況を、女性及び若手男性アナがレポーターを担当する体制になった。
2014年は、番組単体の中継を取り止めたが、決勝戦をワイドステーション内で随時、浅見智アナが実況を担当した。
IBC放送席は岩手県営野球場のバックネット裏（ネット裏客席直下）スコアラー（兼球場内放送）室に設けられ、IBCアナがラジオ実況する様子がIAT中継に映る事がある他、決勝戦終了後に行われる優勝校監督・主将への場内共同インタビューを担当する場合もある。

#### 2015年時点
- 浅見智
- 加藤久智
- 高橋圭太（静岡朝日テレビより移籍[13]）
- 照井健（主に木曜・土曜・日曜に行われる試合の取材・リポートを担当）

※上記アナは大会期間中に月～金18:20-18:30枠で放送の「IBCラジオ高校野球ダイジェスト」を（当日の試合取材を終えた後に）日替わりで担当。さらに県営球場の試合取材担当アナが午前と午後で異なる場合もある（八幡平・花巻・森山3球場における試合取材はIBCの記者・アナウンサー・ディレクターいずれか1名を派遣して実施）。

#### 過去
- 石田麻衣（現：フリー）
- 岩下賢一郎（現：フリー）
- 今川渡祥（現：フリー）
- 井上学（現：報道部記者を経てラジオディレクター）
- 江幡平三郎
- 大澤幹朗（現：圭三プロダクション所属）
- 大塚富夫
- 大原崇史（現：TVディレクター）
- 奥村奈穂美
- 鎌田理奈（現：フリー）
- 神山浩樹
- 神田 勇
- 佐藤宏邦（現：報道部記者兼ニュースデスク）
- 土村萌（現：フリー）
- 菊池 充
- 貞平麻衣子（現：フリー）
- 佐藤恵
- 鈴木 修
- 瀬谷佳子（現：報道局報道部）
- 田中康男
- 千葉真樹子（元ラジオカー684レポートドライバー）
- 徳永千帆子（現：熊本朝日放送アナ）
- 松本美貴（現：フリー）
- 吉井祥博（現：テレビ神奈川アナ）

## NHK盛岡放送局
テレビは原則として開会式と準決勝以降（2013年は準々決勝）、ラジオは準決勝（2012年までは3回戦、2019年までは準々決勝）以降の試合中継を（総合テレビまたはEテレ及びラジオ第1またはFMで一部時間帯を岩手ローカルへ臨時に差し替える形で）実施している。
NHKの放送席は岩手県営野球場のバックネット裏観客席最上段（1塁側寄り・通路を挟んでIAT放送席の西側）に設けられ、同局ロゴが書かれた旗が掲げられる。
春季と秋季に行われる東北大会岩手県予選の準決勝と決勝も、ラジオ第一で中継される。
2021年はテレビ・ラジオとも決勝戦のみ中継、テレビは総合→Eテレ両方のサブチャンネルでリレー中継した。

### 解説者（2018年時点）
- 田中博
- 長谷川清教
- 山田有一
- 畑村敏之（全国大会の解説も担当。）
- 芦口武志
- 杉田清彦

### 実況・リポート担当アナウンサー（2018年時点）
- 羽隅将一（岩手局異動直後からテレビの実況を担当。）
- 児林大介
- 中村慎吾